# Wolffova–Kižněrova redukce
Wolffova–Kižněrova redukce je chemická reakce, při které se aldehydy či ketony redukují na alkany. Reakce je pojmenována podle chemiků Ludwiga Wolffa z Německa a Nikolaje Matvejeviče Kižněra z Ruska.
Reakce se původně prováděla zahříváním hydrazinu s ethanolátem sodným při teplotách kolem 200 °C. Dále byly nalezeny i další báze se srovnatelnou účinností. Jako rozpouštědlo je obvykle používán diethylenglykol (DEG).
Nejpravděpodobnějším reakčním mechanismem je eliminace alkylaniontu v posledním kroku:
Mechanismus spočívá v utvoření hydrazonu mechanismem pravděpodobně shodným s mechanismem vzniku iminů. Následná deprotonace je zřejmě spjata s uvolněním dusíku. Uvolnění dusíku je termodynamickou hnací sílou reakce.